# Martin Keilhacker
Martin Keilhacker (* 15. Juni 1894 in Höselsthal, heute Teil von Isen; † 11. November 1989 in München) war ein deutscher Psychologe, Medienpädagoge und Hochschullehrer.

## Leben und Wirken
Nach einem Studium der Psychologie und Pädagogik wurde Keilhacker bei Aloys Fischer in München promoviert mit einer Arbeit zur Geschichte der Münchner Jugendpflege und Jugendbewegung. Er war seit 1916 Mitglied der katholischen Studentenverbindung KDStV Aenania München. Nachdem er Assistent an der Universität Königsberg geworden war, habilitierte er sich 1931 an der Staatlichen Akademie Braunsberg. Ab 1934 war Keilhacker als Wehrmachts- und Heerespsychologe tätig und übernahm daneben Lehraufträge an der Universität München und an der Universität Wien, wo er zum außerplanmäßigen Professor ernannt wurde.
Nach dem Zweiten Weltkrieg arbeitete Keilhacker kurzzeitig in der Lehrerbildung in Regensburg und an der Pädagogischen Hochschule München-Pasing und wurde 1946 außerplanmäßiger, 1946 außerordentlicher und 1952 ordentlicher Professor für Psychologie und Pädagogik an der Ludwig-Maximilians-Universität München. Auch über seine Emeritierung 1961 war Keilhacker in der Medienpädagogik tätig. Im Jahr 1964 wurde ihm der Bayerische Verdienstorden verliehen.
Keilhacker war einer der Pioniere der Medienpädagogik in Deutschland. 1949 gründete er die Vorläufer des „Institut Jugend Film Fernsehen“, heute JFF – Institut für Medienpädagogik in Forschung und Praxis. Er war Herausgeber der seit 1957 bestehenden Zeitschrift „Jugend und Film“, heute „Medien + Erziehung – merz, Zeitschrift für Medienpädagogik“. Viele von Keilhackers Schülern, dessen Auffassungen in der deutschen Medienpädagogik bis 1970er Jahre vorherrschend waren, haben wichtige Positionen in der Medienpädagogik erlangt. Einer seiner Schüler ist Werner Glogauer.
Keilhacker war ein Verfechter der Bewahrpädagogik, die sich als Ziel setzte, den Jugendlichen vor schädlichen Einflüssen der Medien – etwa in Form von Gewaltdarstellungen – zu schützen und mögliche positive Wirkungen zu fördern, zum Beispiel durch Auswahl ethisch wertvoller Filme mit Vorbildfiguren. Dem wachsenden Einfluss der Medien auf Entwicklung, Erziehung und Leben der Menschen, mit verwischten Grenzen zwischen schulischer und außerschulischer Bildung, versuchte Keilhacker durch die Empfehlung einer Erziehung zur Medienkompetenz – mit besonderem Augenmerk auf Kritikfähigkeit – angemessen zu begegnen. Auf der anderen Seite sah Keilhacker vor allem in Rundfunk und Fernsehen mächtige Instrumente zur Bildungsförderung, etwa durch Schulfernsehen oder Programmierten Unterricht.

## Veröffentlichungen (Auswahl)
- Jugendpflege und Jugendbewegung in München von den Befreiungskriegen bis zur Gegenwart (= Kultur und Geschichte, Bd. 1). Bayerland-Verlag, München 1926.
- Das Universitäts-Ausdehnungs-Problem in Deutschland und Deutsch-Österreich (= Schriften für Erwachsenenbildung, Bd. 3). Verlag Silberburg, Stuttgart 1929.
- Der ideale Lehrer nach der Auffassung der Schüler. Eine experimentelle Untersuchung. Herder, Freiburg/Br. 1932.
- Entwicklung und Aufbau der menschlichen Gefühle. Habbel, Regensburg 1947.
- Erziehungsformen in ihrer Bedeutung für die pädagogische Lage der Gegenwart. Klett, Stuttgart 1950.
- (mit Margarete Keilhacker): Jugend und Spielfilm. Erlebnisweisen und Einflüsse. Klett, Stuttgart 1953.
- (mit Margarete Keilhacker): Kind und Film. Klett, Stuttgart 1955.
- Pädagogische Orientierung im Zeitalter der Technik. 3. Aufl. Klett, Stuttgart 1964.
- Markierungen. Beiträge zur Erziehung im Zeitalter der Technik. Kösel, München 1964.
- Pädagogische Grundprobleme in der gegenwärtigen industriellen Gesellschaft. Klett, Stuttgart 1964.
- Pädagogische Psychologie. 7. Aufl. Habbel, Regensburg 1968.
- Erziehung und Bildung in der Industriegesellschaft. 2. Aufl. Kohlhammer, Stuttgart 1971.